# Ramilə Yusubova
Ramilə Yusubova, también escrito como Ramila Yusubova (Tiflis, 28 de julio de 1987), es una deportista azerbaiyana que compitió en judo. Ganó una medalla de bronce en el Campeonato Mundial de Judo de 2010, en la categoría de –63 kg.

## Palmarés internacional
| Campeonato Mundial | Campeonato Mundial | Campeonato Mundial | Campeonato Mundial |
| Año                | Lugar              | Medalla            | Categoría          |
| ------------------ | ------------------ | ------------------ | ------------------ |
| 2010               | Tokio (Japón)      | Medalla de bronce  | –63 kg             |